# Volcán Chingo
Der Volcán Chingo ist ein symmetrischer Schichtvulkan an der Grenze zwischen Guatemala und El Salvador.
Er erhebt sich etwa 900 m über das umgebende Terrain. Der flache Gipfelkrater ist an der Westseite aufgebrochen.
Weitere kleine Schichtvulkane und Schlackenkegel befinden sich auf beiden Seiten des Vulkans entlang einer großen in Nord - Süd weisenden tektonischen Kante. Weitere junge Kegel liegen auf der salvadorianischen Seite im Süden.
Auf der guatemaltekischen Seite im Norden liegt der Volcán las Viboras, ein Schlackenkegel mit einer basaltischen Spitze
in der Nähe der Laguna Atescatempo.

## Quelle
- Volcán Chingo im Global Volcanism Program der Smithsonian Institution (englisch)